# Большево (Польща)
Большево (пол. Bolszewo) — село в Польщі, у гміні Вейгерово Вейгеровського повіту Поморського воєводства.
Населення — 6803 особи (2011).
У 1975-1998 роках село належало до Гданського воєводства.

## Демографія
Демографічна структура станом на 31 березня 2011 року:
|          | Загалом | Допрацездатний вік | Працездатний вік | Постпрацездатний вік |
| -------- | ------- | ------------------ | ---------------- | -------------------- |
| Чоловіки | 3355    | 929                | 2246             | 180                  |
| Жінки    | 3448    | 895                | 2130             | 423                  |
| Разом    | 6803    | 1824               | 4376             | 603                  |